# 大野安之
大野 安之（おおの やすゆき、1960年2月6日 - ）は、日本の漫画家。埼玉県出身。東京農業大学造園学科卒業。水瓶座、血液型O型。
「パイナップル・クラッシュ」で1982年デビュー。一時期、おおのやすゆき名義のペンネームを使用していた、同人誌ではヤスマロ・ヲヲノ、大野安麻呂子などのペンネームを使用。猟奇系作品ではわいを〜名義のペンネームを使用する。小池一夫劇画村塾の第三期生、同期に山本直樹、堀井雄二などがいる。
角川書店、笠倉出版社、日本出版社、蒼竜社、アスペクト、少年画報社など多くの出版社で執筆活動を行う。小説の表紙絵や挿絵、CG作品も手がける。同人誌も発行している。
1998年にはTVアニメ『時空転抄ナスカ』（RADIX制作）においてコンセプトビジュアルを担当（おおのやすゆき名義）、2007年にもTVアニメ『鋼鉄三国志』（アニメーション制作：ピクチャーマジック）において美術コンセプトワークを担当する（大野安之名義）。

## 作風
デビュー当初の絵柄はラフで描き殴ったような独特のアニメ系劇画タッチを用いてスラップスティック風の画風と内容であったが、「That's!イズミコ」連載初期から中期にかけてはSF色、ファンタジー色のあるコミカルタッチな作品からギャグとシリアスが混在する作品、幻想的作品など、さらにはコラージュで作品を作るという一見すると冗談なのか実験的なのか分からない作品もあったが、作品の内容に合わせて多彩な作風を駆使するようになり、その後の官能耽美的なものから、猟奇系、ミリタリー戦記物、巨大ロボット、ショタ、スチームパンクまで多種多様に幅広く描く要素はこの時期に全て含まれていたといってもよい。Macintoshを漫画制作に取り入れたのもこの頃からである。中でも「イズミコ」のバイ・ポーラー編で作り上げられた精霊の住む地は後の精霊伝説ヒューディーなどに通じるものがあり、他の作品にも度々登場し共通の世界観を作り上げていく要因ともなっている。
初期作品群の作風の一つとしてスピンオフが挙げられる。プレストーリー習作と見られる短編作品が描かれ叩き台としたのちに本編となる長編が発表されるのが特徴である。「バランタインBANG-BANG」と「That's!イズミコ」、「The Ruiner」と「Lip☆」、バイ・ポーラー編から「暗潮」「革命祭」へと至り、その後の「精霊伝説ヒューディー」がその例である。
また中期以降では「精霊伝説ヒューディー」と「外伝ローティスなあじゃ」がそれに当たる。「素子・クリスティーナ・ジョセフソンさんの野望とその実際」から同人誌作品「超電寺学園きらきら」（後に単行本として商業出版）と「超鉄大帝テスラ」から「That's!イズミコ おかわり」への同一キャラクター群の出演などスター・システムとクロスオーバーが作品の特徴となっている。

## 刊行物リスト
- That's!イズミコ(1) - (6)（スタジオシップ/1984年/02 - 1987年/10）
- Lip☆（発行：夢元社・発売：東京創元社/1987/04）
- SCENE（笠倉出版社/1988年/04）
  - カルトコミックス。性愛美少女少年集!! 同性愛、猫耳、インセスト、ボーイ・ミーツ・ガール、猟奇、擬人化
  - 収録作「プールの日」「SCENE1.1」「SCENE2.0」「SCENE2.1」「SCENE4.0」「SCENE5.0」「ぼーい・みーつ・がーる」「SCENE6.0」「Aphonia」「BISSEXTILE」「SCENE0.0」
- ゆめのかよいじ（少年画報社/1988/09）
- 精霊伝説ヒューディー(1) - (3)（角川書店/1989年/07 - 1991年/12）
  - 精霊伝説ヒューディー外伝 ローティスなあじゃ（発行：メディアワークス・発売 主婦の友社/1995年/10）
- 深く静かに沈没せよ「ああ栄光と愛と正義と平和と自由の戦死たち」（日本出版社/1993年/07）※協力：大滝よしざえもん
  - NSコミックス。ドイツの技術力は!世界一ィィィィィィィ!! 無人誘導対戦車自走爆雷ゴリアテ、飛行ジャイロ ヒメルスキンダー、超重戦車マウス、装甲列車ミドガルドシュランゲ、音波砲、風砲、竜巻砲、太陽砲。ツインマスタング、ツインヴァルキリー、ツインゴブリン人間魚雷回天、特攻兵器桜花、100トン戦車キイ、重突撃戦車T28、超重戦車A39、週刊空母カサブランカ、超々々巨大戦艦紀伊、ハボクック。トンデモ兵器満載。
  - 収録作「ああ熱砂の蒼空に荒鷲は羽ばたかない」「輝け!第1679回 日米対抗貿易不均衡合戦!!」「忘れ得ぬ幻の航空母艦列伝」「深く静かに沈没せよ」「世界に冠たるドイツ陸上戦艦ここにありて」「喜劇・駅前戦争殺人列車出発進行!」「独立自衛隊西へ」
- 西武新宿戦線異状なし DRAGON RETRIEVER（日本出版社/1994年/02）原作：押井守
  - 西武新宿戦線異状なし 完全版（角川書店/2002年/05）
- 超鉄大帝テスラ(1)（アスキー・アスペクト/1999年/02）原作：大塚英志
  - オーディオCD　超鉄大帝テスラ Audio Drama (AYCM-661)（発売：エアーズ・販売：バンダイ・ミュージックエンタテインメント/1999年/06）脚本：白倉由美
- 超鉄大帝テスラ （角川書店）原作：大塚英志
  - 上 第1部魔都奉天編/2000年/11）
  - 下 第2部大陸横断編（2000/11）
- ゆめのかよいじ 改訂版（角川書店/2001年/09）
- 超電寺学園きらきら（蒼竜社/2002/06）
- That's! イズミコ ベスト（復刊ドットコム/2013年/06）

## 同人誌
- 「命令電波」
- 「命令電波 心神喪失」
- 「命令電波 禁断症状」
- 「命令電波 面会謝絶」
- 「命令電波 集中治療」
- 「命令電波 緊急輸血」
- 「命令電波 血圧低下」
- 「命令電波 輪廻転生」
- 「命令電波・唯我独尊」
- 「命令電波 金玉満堂」
- 「命令電波 増刊 for Mac」
- 「命令電波 増刊 地獄車」
- 「命令電波小学6年生2000年8月号」
- 「命令電波小学6年生2000年12月号」
- 「命令電波小学6年生2001年夏号」
- 「命令電波 増刊「WAIOわいを〜猟奇画集」(CD-ROM)」
- 「命令電波小学6年生2001年冬号」
- 「命令電波 増刊「ヤスマロ・ヲヲノ（大野安之：笑）CG集」Ver.0.90 (CD-ROM)」
- 「命令電波小学6年生02年夏月号」
- 「命令電波 増刊「ヤスマロ・ヲヲノ（大野安之：笑）CG集2」(CD-ROM)」
- 「命令電波小学6年生02年冬月号」
- 「命令電波小学6年生2003年夏号」
- 「命令電波小学6年生2003年冬号」
- 「命令電波 増刊「わいを〜 猟奇画集2」(CD-ROM)」
- 「命令電波 増刊「ヤスマロ・ヲヲノ（大野安之：笑）CG集3」(CD-ROM)」
- 「命令電波「ヤスマロ・ヲヲノ'92 -97」(CD-ROM)」
- 「命令電波 増刊「WAIO3 わいを〜猟奇画集3」(CD-ROM)」